# Zbigniew Zieleniewski

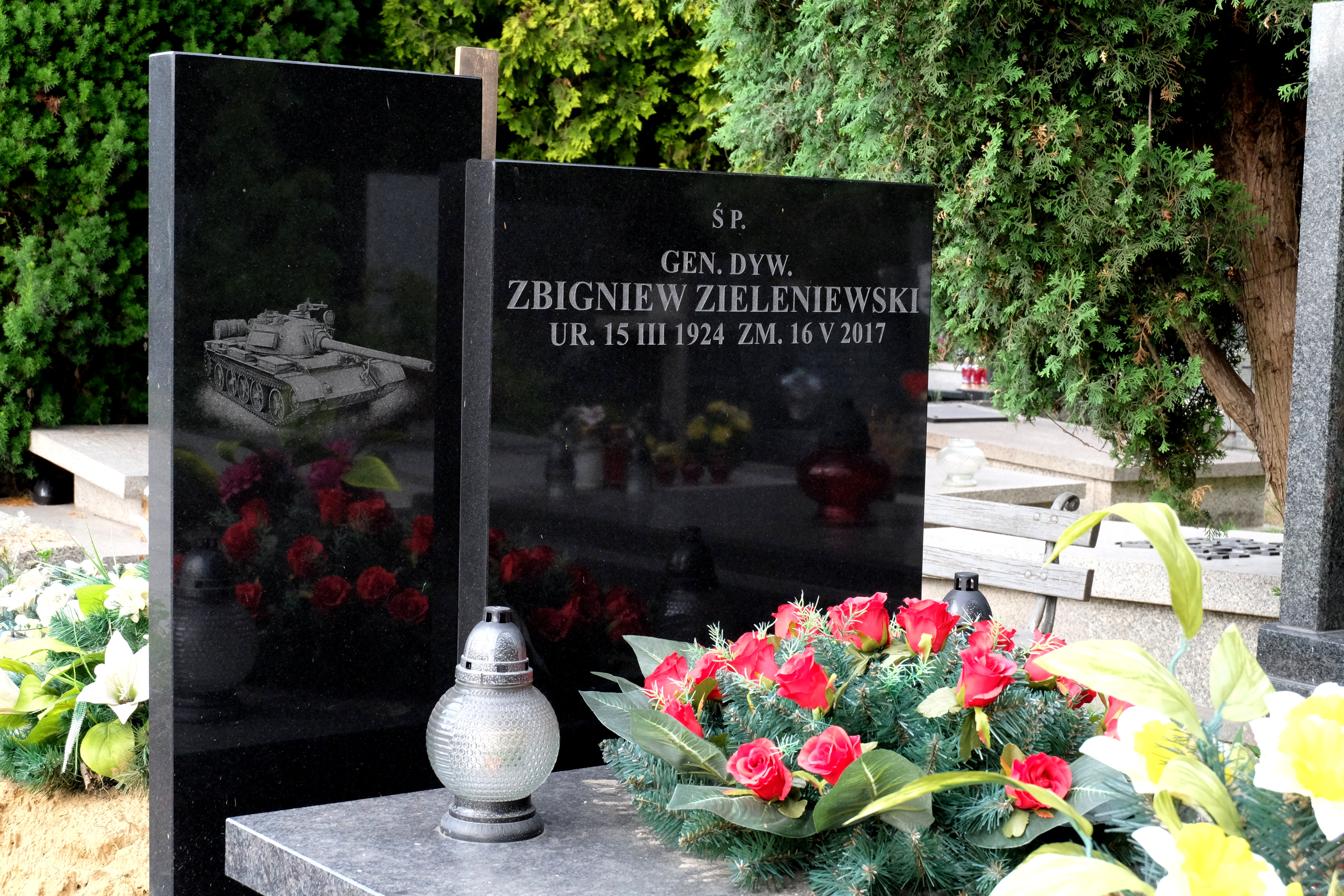
Grób gen. Zbigniewa Zieleniewskiego na cmentarzu Wojskowym na Powązkach w Warszawie

Zbigniew Zieleniewski (ur. 15 marca 1924 w Osieczku k. Sierpca, zm. 16 maja 2017) – polski wojskowy, generał dywizji LWP.

## Życiorys
Do WP wstąpił 5 października 1944, w lutym 1945 skończył Oficerską Szkołę Piechoty nr 2 w Lublinie ze stopniem podporucznika, po czym został wcielony do 6 Dywizji Piechoty i wysłany na front. Brał udział w zdobywaniu Kołobrzegu w marcu 1945, w forsowaniu Odry i dotarciu do Łaby. Od 20 listopada 1945 dowódca 2 batalionu 16 pułku piechoty, w 1946 awansowany przez Michała Żymierskiego na kapitana. W 1947 skończył kurs w Centrum Wyszkolenia Piechoty w Rembertowie i został szefem wydziału zwiadowczego sztabu 6 DP. W 1948 awansowany na majora, w 1949 został dowódcą 53 pułku piechoty w Ostródzie, a w 1951 dowódcą 75 pułku piechoty  w Suwałkach. Zastępca szefa wydziału szkolenia w Dowództwie Warszawskiego Okręgu Wojskowego w stopniu podpułkownika od 1952, 1953–1954 skończył kurs doskonalenia dowódców w Akademii Sztabu Generalnego WP. W 1957 został zastępcą komendanta ASG, do 1959 studiował w Akademii Sztabu Generalnego Sił Zbrojnych ZSRR w Moskwie, po powrocie został szefem oddziału szkolenia bojowego dowództwa Śląskiego Okręgu Wojskowego we Wrocławiu. Od 1962 dowódca 11 Drezeńskiej Dywizji Pancernej w Żaganiu. W październiku 1962 mianowany generałem brygady; nominację wręczył mu w Belwederze przewodniczący Rady Państwa PRL Aleksander Zawadzki. Jako dowódca 11 DPanc. był dowódcą rzutu pancernego w defiladzie Tysiąclecia Państwa Polskiego w lipcu 1966 w Warszawie. Od 1967 szef Zarządu VI Organizacyjnego Sztabu Generalnego WP, od 1972 szef Inspektoratu Obrony Terytorialnej i Wojsk Obrony Wewnętrznej – I zastępca Głównego Inspektora Obrony Terytorialnej. Funkcję tę sprawował przez 11 lat. Od października 1973 generał dywizji, nominację wręczył mu w Belwederze I sekretarz Komitetu Centralnego PZPR Edward Gierek w obecności przewodniczącego Rady Państwa PRL prof. Henryka Jabłońskiego. W okresie czerwiec 1983 – listopad 1987 szef Polskiej Misji Wojskowej w Berlinie Zachodnim w randze ministra pełnomocnego. Następnie komendant główny OHP (1987–1989). W listopadzie 1989 pożegnany przez ministra obrony narodowej gen. armii Floriana Siwickiego w związku z zakończeniem zawodowej służby wojskowej i w lutym 1990 w wieku 65 lat przeniesiony w stan spoczynku.
Członek PPR i PZPR. W latach 1972–1980 pełnił społecznie funkcję prezesa Wojskowego Klubu Sportowego Legia Warszawa.
Według materiałów zgromadzonych przez Instytut Pamięci Narodowej był tajnym współpracownikiem Informacji Wojskowej. Nosił pseudonim „Ząb”. Został zwerbowany w 1946 r. podczas służby w 6 Pomorskiej Dywizji Piechoty.
Zmarł 16 maja 2017 i został pochowany na Cmentarzu Wojskowym na Powązkach (kwatera C32-12-7).

## Awanse
W trakcie wieloletniej służby w ludowym Wojsku Polskim otrzymywał awanse na kolejne stopnie wojskowe:
- podporucznik - 1945
- kapitan - 1946 (z pominięciem stopnia porucznika)
- major - 1948
- podpułkownik - 1952
- pułkownik - 1955
- generał brygady - 1962
- generał dywizji - 1973

## Odznaczenia
- Order Sztandaru Pracy II klasy (1978)
- Krzyż Komandorski Orderu Odrodzenia Polski (1968)
- Krzyż Oficerski Orderu Odrodzenia Polski (1963)
- Krzyż Kawalerski Orderu Odrodzenia Polski (1958)
- Order Krzyża Grunwaldu III klasy (1973)
- Krzyż Walecznych (1945)
- Złoty Krzyż Zasługi (1952)
- Srebrny Krzyż Zasługi (1946)
- Medal za Odrę, Nysę, Bałtyk
- Medal Zwycięstwa i Wolności 1945
- Medal „Za udział w walkach o Berlin”
- Medal 10-lecia Polski Ludowej
- Medal 30-lecia Polski Ludowej
- Medal 40-lecia Polski Ludowej
- Medal Komisji Edukacji Narodowej (1976)[6]
- Złoty Medal „Siły Zbrojne w Służbie Ojczyzny”
- Srebrny Medal Siły Zbrojne w Służbie Ojczyzny
- Brązowy Medal Siły Zbrojne w Służbie Ojczyzny
- Złoty Medal „Za zasługi dla obronności kraju”
- Srebrny Medal Za zasługi dla obronności kraju
- Brązowy Medal Za zasługi dla obronności kraju
- Srebrna Odznaka „Za zasługi w obronie granic PRL”
- Medal "Za długoletnią, ofiarną służbę" (nadany przez ministra obrony narodowej, 1989)
- Order Czerwonego Sztandaru (ZSRR) (1973)
- Medal za Zwycięstwo nad Niemcami w Wielkiej Wojnie Ojczyźnianej 1941-1945
- Medal jubileuszowy „Dwudziestolecia zwycięstwa w Wielkiej Wojnie Ojczyźnianej 1941–1945” (ZSRR)
- Medal jubileuszowy „Trzydziestolecia zwycięstwa w Wielkiej Wojnie Ojczyźnianej 1941–1945” (ZSRR)
- Medal jubileuszowy „Czterdziestolecia zwycięstwa w Wielkiej Wojnie Ojczyźnianej 1941–1945” (ZSRR)
- Medal jubileuszowy „60 lat Sił Zbrojnych ZSRR” (ZSRR)

I wiele innych medali i odznaczeń.